# Andrea Cagnetti
Andrea Cagnetti, Künstlername Akelo (* 16. März 1967 in Corchiano), ist ein italienischer Goldschmied, Designer und Bildhauer. Außerdem beschäftigt er sich mit antiken Metallverarbeitungsverfahren.

## Biografie
Nach Abschluss eines naturwissenschaftlichen Gymnasiums zog er für einige Jahre nach Rom und arbeitete dort als Werbegrafiker. Gleichzeitig vertiefte er seine Kenntnisse im Studium von Schriften und Unterlagen über die antike Goldschmiedekunst, als auch zur Metallurgie und Alchimie. Zusätzlich zur theoretischen Weiterbildung verband er eine weitgehende praktische Tätigkeit in der Materialexperimentierung und Verfahrenstechnik. Cagnetti widmete sich nun vollständig der Goldschmiedetätigkeit und die des Bildhauers für Skulpturen aus Gold, Bronze und Eisen, fortan unter dem Künstlernamen Akelo (aus dem griechischen „Acheloos“, der griechische Wassergott).
Seit 2010 realisiert Cagnetti für den durch den Vatikan verliehenen Robert-Bresson-Preis das Bronzewerk mit dem Titel „Hope“, welches jedes Jahr, während der Filmfestspiele von Venedig, verliehen wird. In den 2010er Jahren sind einige seiner Kunstwerke von Museen und privaten Sammlungen erworben worden.
Andrea Cagnetti lebt und arbeitet in Corchiano, wo er unter anderem auch wissenschaftliche Artikel über die Techniken der antiken Goldschmuckherstellung verfasst.

## Kunstwerke in Museen
- HOEDUS II (1996) Anhänger – Newark Museum
- YILDUN (2001) Anhänger – Museum of Art and Archaeology, University of Missouri
- CHORT (2002) Anhänger – Museum of Fine Arts, Boston[1]
- DENHEB (2004) Halsband  Museum of Art and Archaeology, University of Missouri
- SEGIN (2009) Pyxis – Museum of Fine Arts, Boston[2]
- STRANGE MECHANISM #3 (2010) Skulptur – Museum of Art and Archaeology, University of Missouri

## Ausstellungen
- Forme Umane e Cosmo Aureo – Museo Civico Rocca Flea

Gualdo Tadino, Italy (04 October – 24 November 2013)
- Materia Nova II. Sculture di Akelo  CaffeinaCultura, Galleria Progettarte3D

Viterbo, Italy (26 June–7 July 2013)
- Materia Nova

Antwerp, Belgium (18 May–6 June 2012)
- Collecting for a New Century: Recent Acquisition – Museum of Art And Archaeology, University of Missouri

Columbia, MO – U.S.A (28 January–13 May 2012)
- Akelo's Treasures. An Exhibition Celebrating Twenty-Five Years of a Roman Master Goldsmith – Bentley & Skinner Ltd

London – U.K. (November, 2011)
- Golden Treasures by Akelo – Museum of the Gemological Institute of America

Carlsbad, California, U.S.A. (October 2010 – March 2011)
- The Voyage of a Contemporary Italian Goldsmith in the Classical World: Golden Treasures by Akelo – Museum of Art And Archaeology, University of Missouri

Columbia, MO – U.S.A  (5 June–26 September 2010)
- Gioiello Italiano Contemporaneo

Castello Sforzesco, Milano / Palazzo Valmarana Braga, Vicenza / Kunstgewerbemuseum, Berlin / Museo di arti decorative Pietro Accorsi, Torino (January 2008 – January 2009)
- In Its Time: Materials and Techniques Throughout Jewelry History – Aaron Faber Gallery

New York, U.S.A. (2009)
- Akelo: risplende l'oro degli Etruschi – Vicenzaoro2, Fiera di Vicenza

Vicenza, Italy (June 2005)
- The Hanover World Exposition 2000 – Italian Pavillon

Hanover, Germany (June – October 2000)